# Il primo amore di Amy
Il primo amore di Amy (美少女戦士セーラームーンSuperS 外伝 亜美ちゃんの初恋?, Bishōjo senshi Sērā Mūn SuperS gaiden - Ami-chan no hatsukoi, lett. "La bella ragazza guerriera Sailor Moon SuperS - Il primo amore di Ami") è un corto del 1995 diretto da Takuya Igarashi.
È il secondo corto tratto dalla saga di Sailor Moon di Naoko Takeuchi, trasmesso insieme al film Sailor Moon SS The Movie - Il mistero dei sogni.

## Trama
Protagonista del corto è Ami Mizuno. La ragazza, che arriva sempre prima nelle graduatorie degli esami, si ritrova a competere contro un rivale che si firma sempre con il nome di 'Mercurius'.
L'ossessione per il misterioso rivale porta le amiche della ragazza a pensare che Ami si sia presa una cotta per Mercurius, cosa che però attira su di lei il genius loci Bonbon, che decide di cibarsi dell'energia proveniente dall'ossessione della ragazza (credendo che però sia un'ossessione amorosa).

## Colonna sonora

### Sigle
Sigla di chiusura
- "Rashiku" Ikimasho (”らしく” いきましょう? lett. "”Andrò” da sola"), di Meu

## Adattamento italiano
Trasmesso su Rete 4 durante la quarta serie, Sailor Moon SuperS come episodio speciale, l'adattamento tiene le stesse voci della serie animata, salvo Umino/Ubaldo, che anziché essere doppiato da Giorgio Ginex, viene doppiato da Nicola Bartolini Carrassi. Similmente viene sostituita la doppiatrice di Naru/Nina (solitamente doppiata da Lisa Mazzotti). Come la versione originale, è presente la voce narrante della gatta Luna.